# Oak Trail Shores
Oak Trail Shores est une census-designated place située dans le comté de Hood, dans l’État du Texas, aux États-Unis. Sa population s’élevait à 2 755 habitants lors du recensement de 2010.